# John N. Bahcall

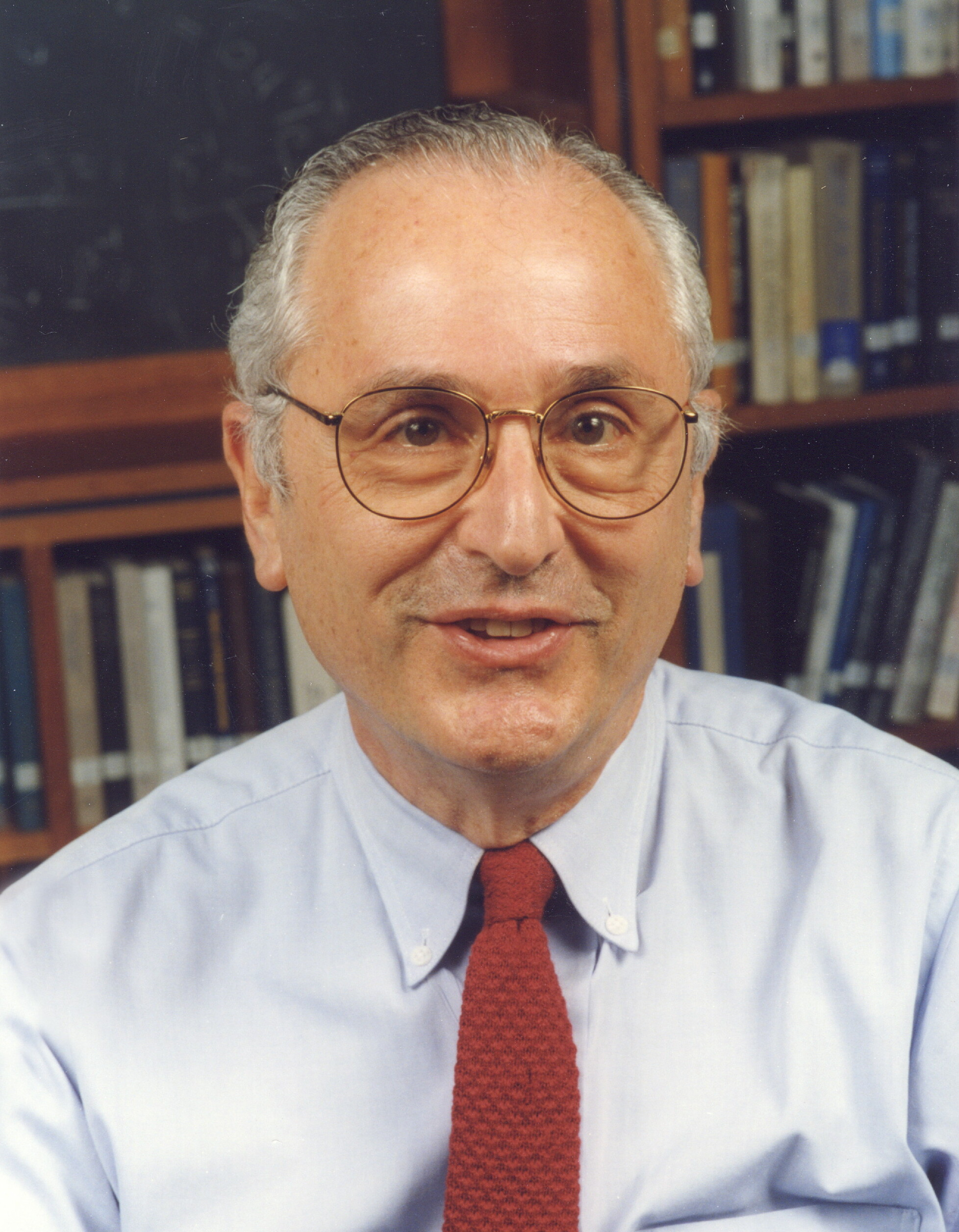
John N. Bahcall

John Norris Bahcall (* 30. Dezember 1934 in Shreveport, Louisiana; † 17. August 2005 in New York City, N.Y.) war ein führender US-amerikanischer Astrophysiker. Er fand neue Wege zur Erforschung der Sonne und war der Initiator des Hubble-Weltraumteleskops.

## Leben
Bahcall wurde 1934 in Shreveport, Louisiana, geboren. Er wollte zunächst Rabbiner werden, bevor er Physik an der University of California, Berkeley (Bachelor 1956) und University of Chicago (Master 1957) studierte. An der Harvard University wurde er 1961 promoviert.
Ab 1960 war er an der Indiana University und ab 1962 am Caltech, wo er 1965 Assistant Professor und dann Associate Professor wurde. 1967 wurde er Sloan Research Fellow. Er arbeitete seit 1968 am Institute for Advanced Study (IAS) in Princeton, an dem auch Albert Einstein gelehrt hatte, und war seit 1971 Professor und seit 1997 Richard Black Professor of Natural Science in the School of Natural Sciences am IAS. Er beschäftigte sich mit dem sogenannten Solar-Neutrino Problem und Quasaren und hat damit entscheidend zur aktuellen astronomischen Forschung beigetragen. Seit den 70er Jahren war er der Initiator des Hubble-Weltraumteleskops.
John N. Bahcall war Präsident des Amerikanischen Astronomenverbandes (American Astronomical Society) von 1990 bis 1992. Er war unter anderem Berater der NASA und des Nobelpreis-Komitees. Bahcall hat rund 500 wissenschaftliche Arbeiten, Bücher und Artikel über seine Forschungen veröffentlicht.
Er war seit 1966 verheiratet mit Neta A. Bahcall, ebenfalls Astrophysikern und Professorin an der Princeton University. Sie haben drei Kinder (Safi, Dan und Orli).

## Zitat
- John Bahcall beschrieb das Universum als „unattractive, implausible, crazy, but beautiful.“ (Interview mit der Zeitung The Star-Ledger of Newark im Februar 2003)